# المحمودة (سيئون)
'

تعديل مصدري - تعديل

المحمودة هي إحدى قرى عزلة سيئون بمديرية سيئون التابعة لمحافظة حضرموت، بلغ تعداد سكانها 35 نسمة حسب تعداد اليمن لعام 2004.